# Chiesa del Triano
La chiesa del Triano si trova a Montefollonico nel comune di Torrita di Siena.

## Storia e descrizione
Costruita alla fine del XVI secolo, ha la facciata ornata da paraste angolari a mattoni sorreggenti un timpano triangolare. Una cornice la divide in due registri: in quello inferiore si trova il portale in pietra dalle ricercate forme tardomanieriste. Nell'incrocio tra il transetto sinistro e l'abside è posta la torre campanaria, anch'essa decorata da elementi in laterizi.
La chiesa venne costruita conservando un affresco che ornava un antico tabernacolo. L'affresco, una Madonna col Bambino dell'ultimo decennio del '300 attribuita ad Andrea Vanni, venne incorniciato dalla tela seicentesca con la Trinità e angeli adoranti di Ventura Salimbeni. Le due opere sono oggi conservate altrove, la prima nella chiesa delle Sante Flora e Lucilla nel borgo.